# Fàbrica de Cal Clarassó
La Fàbrica de Cal Clarassó és un edifici del municipi de Santpedor (Bages) protegida com a bé cultural d'interès local.

## Localització
Entre el carrer Doctor Antoni Vila, carrer Vall i portal de Sant Francesc (de cal Valeri).

## Descripció
La fàbrica Clarassó es troba dins el nucli urbà de Santpedor, dins el recinte de la muralla del segle XIV i al costat del portal de Sant Francesc.
Cal Clarassó és un important conjunt format per la nau de la fàbrica, la xemeneia del vapor i una antiga capella. Tot ubicat a l'interior del nucli urbà de Santpedor, dins el perímetre de la muralla del segle xiv, en una zona en la que hi havia hagut cases i horts. És un exemple de colònia tèxtil urbana, ja que al costat de la fàbrica es van construir habitatges, tot i que actualment ja no existeixen.
La nau de la fàbrica és un dels edificis més característics del municipi i sobresurt d'entre tots els edificis industrials. Es tracta d'una nau de planta rectangular dividida en tres espais diferenciats que es troben a tocar del portal de Sant Francesc. La part situada a la banda exterior de l'antiga muralla, estava en mal estat i tenia poc interès arquitectònic per això ha estat enderrocada.
La nau principal té una segona nau adossada a la paret més llarga per la banda sud, i que manté l'estructura general d'una edificació modernista, que concentra els trets característics d'aquest tipus d'arquitectura industrial a Catalunya.
Es tracta d'un edifici de dues plantes, cobert amb teulada a tres vessants de teula àrab, amb els murs de maçoneria de pedra arrebossats i grans finestrals verticals que s'obren al llarg de les tres façanes vistes i als dos pisos. Aquests finestrals són molt característics, a més de la seva alçada, perquè tenen brancals i llindes d'obra vista, rematats amb arcs rebaixats amb un ornament esglaonat a la part superior de les finestres de la planta baixa, mentre que les del pis són més petites i amb poca ornamentació però mantenint l'estructura amb arc rebaixat que les tanca superiorment. També les cornises i els elements divisoris dels forjats a la façana són fets de maó vist.
L'interior és una planta lliure dividida en dos pisos amb els forjats del primer pis suportat sobre columnes de ferro colat, mentre que al segon pis la teulada es recolza sobre una filera de pilars de maó al centre de la nau.
Al costat de la fàbrica, hi ha un pati tancat amb un mur, on hi ha la xemeneia de l'antiga màquina de vapor. La xemeneia circular de maó vist és un element d'identitat del poble.
A la banda de migdia hi ha adossada una petita capella amb façana de maó vist, que conserva una porta d'arc de mig punt i un campanar d'espadanya amb carener de la façana. L'únic element decoratiu és un escut antic de Santpedor de pedra amb les quatre barres, les dues claus de Sant Pere creuades darrere i coronat.

## Història
La fàbrica quedava integrada dins la muralla medieval, en un espai amb poques edificacions, ocupat per horts i els patis de les cases. En aquest sector hi havia des del segle xvi el corral de la vila, on es guardaven els ramats del poble. A partir de la segona meitat del segle xix aquesta zona es convertí en un primer polígon industrial de la població, amb gran concentració d'indústries tèxtils.
Santpedor tot i ser eminentment agrícola es va dedicar també, a la producció de teixits. Des dels segles XI a XVIII hi ha documentada l'elaboració de teixits de llana i lli, i de seda a partir del segle xviii amb telers domèstics. A partir del segle xix es van començar a treballar les filatures de cotó amb màquines bergadanes o Maixerina, tot i que van ser substituïdes per maquinària moderna en breu temps.
Entorn de 1840 trobem la primera fàbrica que va concentrar telers per a cotó manuals. Poc després aquests telers manuals van ser substituïts per telers mecànics, moguts per la força del vapor. Les màquines de vapor s'alimentaven de pous d'aigua, que també servien per fer l'electricitat per il·luminar les fàbriques.
El primer sindicat obrer de "tejedores a mano" es va crear al poble cap al 1872. El 1890 a Santpedor hi havia10 fàbriques amb telers manuals i uns 40 escampats per diferents cases. La crisi agrícola causada per la fil·loxera va fer augmentar el sector tèxtil. Les primeres fàbriques que es van mecanitzar foren Ca l'Amengué el 1895 i cal Clarassó el 1903. Als anys 70 del segle XX la fàbrica va deixar de funcionar.